# 레고 빌더스 저니
레고 빌더스 저니(Lego Builder's Journey)는 라이트 브릭 스튜디오(Light Brick Studio)에서 개발하고 레고 게임즈에서 배급한 퍼즐 게임이다. 이 게임은 2019년 12월 19일 애플 아케이드를 통해 IOS, MacOS, TvOS로 처음 출시되었고 2021년 6월 22일 닌텐도 스위치와 마이크로소프트 윈도우로도 출시되었다. 또한 2021년 11월 25일에는 엑스박스 원과 엑스박스 시리즈 X/S로도 이식되었다. 2022년 4월 19일에는 플레이스테이션 4와 플레이스테이션 5 버전도 출시되었다. 레고 빌더스 저니와 레고 브롤은 애플 아케이드용 첫 레고 게임 두 가지였다. 레고 빌더스 저니는 전반적으로 긍정적인 평가를 받았다.

## 게임플레이
레고 빌더스 저니는 퍼즐 게임이다. 플레이어는 자신만의 모델을 만들고 퍼즐을 풀 수 있다. 게임 레벨은 자유 건축 방식이다. 플레이스테이션 4와 플레이스테이션 5 버전에는 플레이어가 자신만의 상상적인 건축물을 만들고 공유할 수 있는 창의 모드가 포함되었다.

## 개발 및 출시
원래 '레고 아트하우스'라는 제목으로 개발된 이 게임은 레고가 "놀이 자체에 대한 서사적인 여정이며, 우리가 놀이를 멈추기 때문에 나이를 먹는다는 믿음에 깊이触하는 게임이다. 더 성숙한 관객을 대상으로, AFOL 커뮤니티에 크게 영감을 받은 마이크로 레고 세계를 배경으로 한 성장 이야기 속 창의성의 가치를 표현한다"고 설명했다. 이 게임은 레고 그룹의 자체 비디오 게임 개발 스튜디오인 라이트 브릭 스튜디오(Light Brick Studio)가 개발한 첫 번째 게임이었다.
혼합 현실 기능은 2024년 2월 2일 애플 비전 프로 헤드셋 출시와 함께 애플 아케이드를 통해 VisionOS에서 사용할 수 있게 되었다.

## 평가
레고 빌더스 저니는 리뷰 애그리게이터 메타크리틱에 따르면 출시 시 "대체로 호의적인" 평가를 받았으며, IOS 버전은 80/100, PC 버전은 79/100, 닌텐도 스위치 버전은 76/100, 플레이스테이션 5 버전은 77/100을 받았다.
닌텐도 라이프의 케이트 그레이는 이 게임에 7/10점을 부여하며 "매뉴얼을 따르기 전의 자신과 다시 연결되는 것은 즐거움이며, 부모와 자녀가 아이의 놀이를 통해 연결되는 이야기는 감동적이면서도 영리하다. 때로는 실패하고 채우는 것처럼 느껴지는 부분도 있지만, 이 게임은 일반적인 레고 브랜드 타이틀보다 훨씬 더 레고의 근본적인 창의성 철학을 담고 있으며, 이러한 게임이 계속 나오기를 바란다"고 평했다.
PC 게이머의 알리스터 존스는 이 게임에 79/100점을 주며 "사랑하는 장난감에 대한 생생하고 진심 어린 찬사이지만 후반 레벨에서는 지나치다"고 논평했다.
커먼 센스 미디어(Common Sense Media)의 채드 사피하는 이 게임에 5점 만점에 4점을 부여하며 "이러한 단점에도 불구하고 레고 빌더스 저니는 짧지만 아름다운 작은 퍼즐 게임으로, 그 기반이 되는 상징적인 장난감의 정신을 거의 완벽하게 담아낸다"고 논평했다.
스크린 랜트는 이 게임에 4/5점을 주며 "레고 빌더스 저니는 전반적으로 절대적인 즐거움이다. 훌륭한 디자인 선택과 진정으로 평온한 분위기로, 퍼즐 팬들이 즐길 수 있는 휴식의 순간이다. 단순함이 때로는 양날의 검이 될 수 있지만, 켜고 끄고 싶은 플레이어에게는 딱 맞는 종류의 게임이다"라고 평했다.

### 수상
| 연도 | 시상식               | 부문               | 결과 | 출처.  |
| ---- | -------------------- | ------------------ | ---- | ------ |
| 2020 | 골든 조이스틱 어워즈 | 올해의 모바일 게임 | 수상 | [ 31 ] |
| 2020 | Spilprisen           | 최고 시각 효과     | 수상 | [ 32 ] |
| 2020 | Spilprisen           | 최고 오디오        | 수상 | [ 32 ] |

## 같이 보기
- 레고 브릭테일즈